# Leon Robinson (Schauspieler)

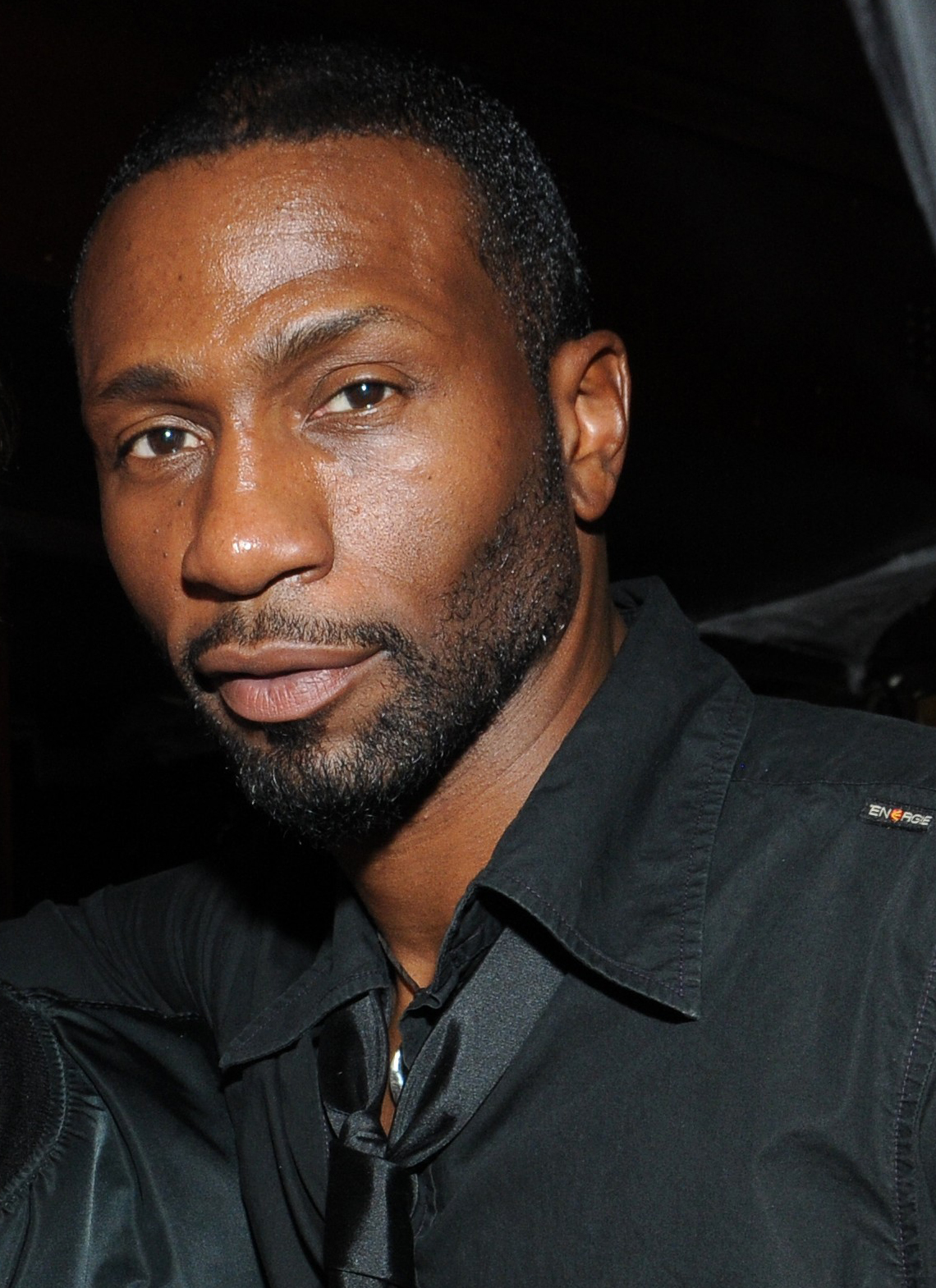
Leon Robinson (2010)

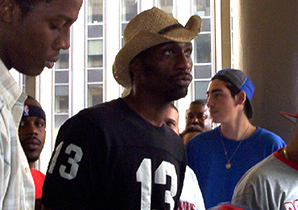
Leon Robinson (2003)

Leon Preston Robinson (* 8. März 1962 in New York, NY) ist ein US-amerikanischer Schauspieler. Oftmals tritt er nur unter seinem Vornamen Leon auf.

## Leben
Leon Robinson hatte von 1978 bis 1979 ein Stipendium als Basketballspieler an der Loyola Marymount Universität. Bekannt wurde er vor allem als Heiliger in dem Madonna-Video Like a Prayer und als Derice Bannock in der Komödie Cool Runnings.

## Filmografie
- 1983: Der richtige Dreh (All the Right Moves)
- 1983: Nur Tote überleben (Sole Survivor)
- 1984: Flamingo Kid (The Flamingo Kid)
- 1985: Streetwalkin’ – Auf den Straßen von Manhattan (Streetwalkin')
- 1986: Die Gnadenlose Clique (Band of the Hand)
- 1987: Die Glorreichen Zwei (Houston Knights, Fernsehserie)
- 1987: Ein Zuhause für Joey (The Father Clements Story, Fernsehfilm)
- 1988: Tödliche Flucht (The Lawless Land)
- 1988: Colors – Farben der Gewalt (Colors)
- 1989: The Women of Brewster Place (Fernsehfilm)
- 1989: Der Nachtfalke (Midnight Caller, Fernsehserie)
- 1989: Hunter (Fernsehserie)
- 1989: Mut einer Mutter (A Mother’s Courage: The Mary Thomas Story, Fernsehfilm)
- 1990: L.A. Law – Staranwälte, Tricks, Prozesse (L.A. Law, Fernsehserie)
- 1990: Flying Blind (Fernsehfilm)
- 1991: Bad Attitude (Fernsehfilm)
- 1991: The Five Heartbeats
- 1993: Cliffhanger – Nur die Starken überleben (Cliffhanger)
- 1993: Cool Runnings – Dabei sein ist alles (Cool Runnings)
- 1994: Above the Rim – Nahe dem Abgrund (Above the Rim)
- 1995: Once Upon a Time... When We Were Colored
- 1995: Warten auf Mr. Right (Waiting to Exhale)
- 1996: Spirit Lost
- 1996: Central Park West (Fernsehserie)
- 1996: Pure Danger – Fluchtpunkt L.A.
- 1997: Deadly Speed – Todesrennen auf dem Highway (Runaway Car, Fernsehfilm)
- 1997: The Magic of Love (The Price of Kissing)
- 1997–2003: Oz – Hölle hinter Gittern (Oz, Fernsehserie)
- 1998: C-16: Spezialeinheit FBI (C-16: FBI, Fernsehserie)
- 1998: Side Streets
- 1998: The Temptations – Aufstieg in den Pop-Olymp (The Temptations, Fernsehfilm)
- 1999: Friends & Lovers
- 1999: Last Home Run – Wettspiel mit dem Tod (Mean Streak, Fernsehfilm)
- 1999: Bats – Fliegende Teufel (Bats)
- 1999: Mr. Rock ’n’ Roll: Die Alan Freed Story (Mr. Rock ’n’ Roll: The Alan Freed Story, Fernsehfilm)
- 2000: Die Little Richard Story (Little Richard, Fernsehfilm)
- 2001: Resurrection Blvd. (Fernsehserie)
- 2001: Army Go Home! (Buffalo Soldiers)
- 2001: Ali
- 2002: Four Faces of God
- 2003: Crossing Jordan – Pathologin mit Profil (Crossing Jordan, Fernsehserie)
- 2003: Hack (Fernsehserie)
- 2004: The L-Bow Room (Fernsehserie)
- 2005: Friends and Lovers
- 2005: Get Rich or Die Tryin’
- 2008: Cover
- 2008: Caspers
- 2009–2011: Diary of a Single Mom (Fernsehserie, 15 Folgen)
- 2011: Are we there yet? (Fernsehserie, Folge 2x23)
- 2011: Reed Between the Lines (Fernsehserie, Folge 1x8)
- 2012: From This Day Forward (Fernsehfilm)
- 2013: Someone to Love
- 2014: 37: A Final Promise
- 2015: Ex–Free
- 2015: Against the Jab
- 2015: Soul Ties
- 2016: Recovery Road (Fernsehserie, 2 Folgen)
- 2018: 40 and Single (Fernsehserie, 6 Folgen)
- 2018: Before You Say I Do Live!
- 2018–2019: Blue Bloods: Crime Scene New York (Fernsehserie, 2 Folgen)
- 2021: A Luv Tale: The Series (Miniserie, 4 Folgen)
- 2020: Time for Us to Come Home for Christmas (Fernsehfilm)
- 2021: City on a Hill (Fernsehserie, 6 Folgen)
- 2022: A Day to Die